# RBM 99.6
Pour les articles homonymes, voir RBM.
RBM est une radio associative, basée à Billy-Montigny, dans le Pas-de-Calais. À la base émettant en demi-fréquence, la radio émet seule depuis le 31 mai 2011, mais toujours en demi-fréquence depuis la fermeture de Radio 13 basée à Sallaumines. En 2012, RBM passe en pleine fréquence.

## Diffusion
RBM émet en bande FM sur la fréquence : 99,60 MHz . La diffusion de ses ondes émettent dans tous le Bassin minier dans les villes de Lens, Liévin, Hénin-Beaumont, Carvin, Douai et Dourges ; RBM dispose d’un site internet qui permet son écoute en podcasting (en direct).

## Histoire

### Débuts
Radio du Bassin Minier est fondé par Bruno Troni et commence à émettre en 1978 comme radio pirate avant d'être reconnu deux ans plus tard en 1980 comme radio associative.

### Demi-fréquence
RBM partage la station 99.6 avec Radio 13 elle aussi radio associative locale. Les studios sont basés alors dans les locaux de la Salle d'œuvres sociales situé en face de la mairie de Billy-Montigny. Le 31 mai 2010, Radio 13 arrête ses programmes pour cause de faillite. La radio billysienne se retrouve seul sur la station.
Dès lors, la radio se lance dans un projet pour obtenir la fréquence complète (24h/24h; 7j/7j) en proposant sa candidature le 27 avril 2011. La radio change de studios, s'installant au Pôle Associatif de Billy-Montigny.

### Pleine-fréquence
Le jeudi 29 mars 2012, le Conseil supérieur de l'audiovisuel (CSA) publie, au Journal Officiel, l'autorisation à RBM d’émettre en pleine fréquence et dès le lendemain, le vendredi 30 mars, RBM inaugure son nouveau statut, émettant en pleine-fréquence. Par ailleurs, la radio accueille une pléiade de nouveaux animateurs comme DJ Tasmy et Janny. Manu, animateur de PlayList, est le seul à quitter la radio. La radio en profite pour embaucher son premier salarié.
En 2016, elle prend le nom de Radio Bassin Minier et toujours RBM. Elle est adhérente de la FRANF (Fédération des Radios Associatives du Nord de la France), qui fédère 19 radios associatives non-commerciales des Hauts de France.

### Perte de fréquence
Le 29 juillet 2025, RBM perd sa fréquence FM 99.6 . Celle-ci est reprise par la webradio associative Micros Rebelles, créée en 2015, à la suite de l’envoi tardif du dossier de candidature de RBM auprès de l’ARCOM. Parallèlement, RBM avait également postulé pour une diffusion en DAB+

## Émissions

### Programmes actuelles
Les programmes de la radio sont divers.
| Émission                                  | Animateur(s)                        | Résumé                                                                                   |
| ----------------------------------------- | ----------------------------------- | ---------------------------------------------------------------------------------------- |
| Le petit réveil                           | François et Yves                    | Le Morning de RBM                                                                        |
| 120 minutes de bonheur                    | Mathilde                            | Programme musical divers                                                                 |
| Polskie Otoczenie Okolo Polski            | Jean-Pierre, Pascal et Yannick      | Émission spécialisé dans la musique polonaise                                            |
| Les petits potins                         | Janique                             | Émission musicale accompagné de l'horoscope et de l'actualité people                     |
| L'Album de la semaine                     | Janny                               | Découverte d'un album particulier d'un artiste                                           |
| FunkyTown                                 | Jean-Luc et Pascal                  | Programme musical spécialisé dans le style funk                                          |
| Back to the Old School                    | DJ Tasmy                            | Programme spécialisée dans la musique Rap et R'n'B                                       |
| Hop Hop Hop, le Top                       | Christophe                          | Le classement des 50 titres les plus téléchargés                                         |
| Warm Up !                                 | Ludo, Tintin, Fred, Mehdi et Pierre | Emission spécialisée Clubbing                                                            |
| Les dédicaces suivi de Place aux artistes | Yves                                | Émission de dédicaces des auditeurs ainsi que d'interview d'une personnalité             |
| Melomania                                 | Frédéric                            | Emission spécialisée dans la musique de film                                             |
| Les années Yéyés                          | Yves et Regin'S                     | Les années 70 sont le cœur de cette émission                                             |
| Crise de Rire                             | Christophe                          | Programme humoristique avec sketchs d'artiste ainsi que des blagues                      |
| Récréa'Time                               | Bernard Lignel et sa bande          | Bonnes Blagues, bonne humeur et invités:, l'actualité culturelle de la région et au delà |

### Anciennes émissions
Voici un tableau, répertoriant les anciennes émissions de la radio RBM:
| Émission                                     | Animateur(s)                     | Résumé |
| -------------------------------------------- | -------------------------------- | --- |
| Musical Strauss                              | François et Yves                 | Emission spécialisé dans la musique allemande. Remplacé par l'émission polonaise.                                                                             |
| PlayList                                     | Manu                             | Programme musical actuel. Départ de Manu en 2012. |
| Les Tubes d'Hier, d'Aujourd'hui et de Demain | Francky                          | Émission musicale du dimanche soir, alliant musiques variées et actualités. Départ de Francky en 2012.                                                        |
| Génération 80                                | WillyMix                         | Émission spécialisé dans la musique 80, accompagné de multiples mix. Disparue du fait de la fusion avec l'émission Dance 90 qui donnera WillyMix 80'90'.      |
| Dance 90                                     | WillyMix                         | Émission spécialisé dans la musique 90, accompagné de multiples mix. Disparue du fait de la fusion avec l'émission Génération 80 qui donnera WillyMix 80'90'. |
| Les maguettes                                | Mathilde, Gwen, Regin'S et Marie | Actualités peoples vu par les quatre animatrices |
| En pleine lucarne !                          | Fred et Giordano                 | L'actualité du sport dans le Bassin minier |